# Euploea herrichii
Euploea herrichii är en fjärilsart som beskrevs av Felder 1865. Euploea herrichii ingår i släktet Euploea och familjen praktfjärilar. Inga underarter finns listade i Catalogue of Life.